# Armoiries de la Colombie
Le premier blason de la Colombie fut adopté par la loi n°3 du 9 mai 1834 sous le régime du général Tomás Cipriano de Mosquera, alors que le pays se nommait république de Nouvelle-Grenade. Les armoiries actuelles ont été adoptées le 17 mai 1924.

## Description
Le Condor des Andes, en plus d'être l'emblème national, symbolise la liberté; il est représenté de face, avec les ailes déployées et regardant vers la droite; une couronne de lauriers pend depuis son bec. Sous le Condor, on peut voir, sur une ceinture d'or, la devise officielle du pays: Libertad y Orden (Liberté et ordre).
Dans le tiers supérieur du blason, sur un fond d'azur, on peut voir une grenade d'or ouverte, qui fait référence à la Nouvelle-Grenade, nom que le pays a porté au XIXe siècle.
Sur les côtés se trouvent deux cornes d'abondance : celle de gauche est remplie de pièces de monnaie d'or et d'argent et celle de droite de fruits tropicaux. Ces cornes symbolisent la richesse et l'abondance du sol du pays.
Dans le tiers central, sur un fond de platine, un bonnet phrygien reposant sur un bâton d'or, qui rappelle l'esprit de la république mais aussi un symbole de liberté.
Dans le tiers inférieur, sur la mer, deux navires avec les voiles déployées : un pour l'océan Pacifique, l'autre pour l'océan Atlantique, car la Colombie est le seul État sud-américain à être bordé par ces deux océans. Les voiles déployées représentent le commerce mondial de la Colombie.
Le blason est en fait daté à cet égard, le Panamá ayant depuis lors, en 1903, fait sécession, privant la Colombie de l'isthme du même nom.

## Réglementation et utilisation
L'usage des armoiries de la Colombie est codifié par le décret 1967 du 15 août 1991,, en particulier par l'article 12.
Il ne peut être utilisé que par les drapeaux du président de la République ou les pavillons de guerre ou des forces armées.
L'usage est permis pour les documents strictement officiels.
Les armoiries colombiennes peuvent également être sculptées sur des monuments, églises, chapelles, panthéons ou cimetières militaires, casernes, navires, écoles et autres lieux, à condition qu'ils remplissent les conditions de gravité, de sérieux et de respect envers les armoiries nationales.

Drapeau des forces armées colombiennes.
Pavillon de guerre de l'Armada nationale colombienne.
Drapeau présidentiel.

## Histoire

### Origines

Armoiries du Nouveau Royaume de Grenade et de la Vice-royauté de Nouvelle-Grenade (1550 – 1819). Elles furent dévolues initialement à la ville de Bogota qui les conserva comme symbole.
Armoiries des Provinces-Unies de Nouvelle-Grenade, 14 juillet 1815 – juillet 1816. Employées par les provinces de la Nouvelle-Grenade à l'époque de la première émancipation.

### Armoiries de la république de Colombie (Grande Colombie)

Armoiries de la Grande Colombie (17 décembre 1819 – 10 janvier 1820). Basées sur les armoiries du Venezuela en 1811.
Armoiries de la Grande Colombie (10 janvier 1820 – 6 octobre 1821). Basées sur les armoiries de Cundinamarca en 1813.
Armoiries et premier insigne officiel de la Grande Colombie (6 octobre 1821 – 9 mai 1834). Possiblement basé sur les armoiries utilisées par la France. Une déclinaison servit d'armoiries provisoires pour la république de Nouvelle-Grenade lors de la dissolution de la Grande Colombie.
Armoiries de la Grande Colombie (1822). Leur origine ou leur règlementation sont incertaines.

### Armoiries de la république de Nouvelle-Grenade

Armoiries provisoires de la république de Nouvelle-Grenade (17 décembre 1831 – 9 mai 1834).
Armoiries proposées pour la république de Nouvelle-Grenade (1833), jamais adoptées.
Armoiries de la république de Nouvelle-Grenade et de la Confédération grenadine (9 mai 1834 – 26 novembre 1861).
Armoiries provisoires de la république de Nouvelle-Grenade (17 avril 1854 – 4 décembre 1854), en usage durant la dictature du général José María Melo.
Armoiries provisoires de la république de Nouvelle-Grenade (décembre 1854), en usage après la dictature de Melo.

### Armoiries de la Confédération grenadine

Armoiries de la république de Nouvelle-Grenade et de la Confédération grenadine (9 mai 1834 – 26 novembre 1861).

### Armoiries des États-Unis de Colombie

Armoiries des États unis de Colombie (26 novembre 1861 – 5 novembre 1889).

### Armoiries de la république de Colombie

Armoiries de la Colombie (5 novembre 1889–17 mai 1924).
Armoiries de la Colombie (17 mai 1924–présent).